# تاکایوکی ناکامورا
تاکایوکی ناکامورا (انگلیسی: Takayuki Nakamura؛ زادهٔ ۱۹ ژوئیهٔ ۱۹۶۷) مهندس، و آهنگساز اهل ژاپن است. وی از سال ۱۹۸۹ میلادی تاکنون مشغول فعالیت بوده‌است.